# Biblioteca Nacional Aruba

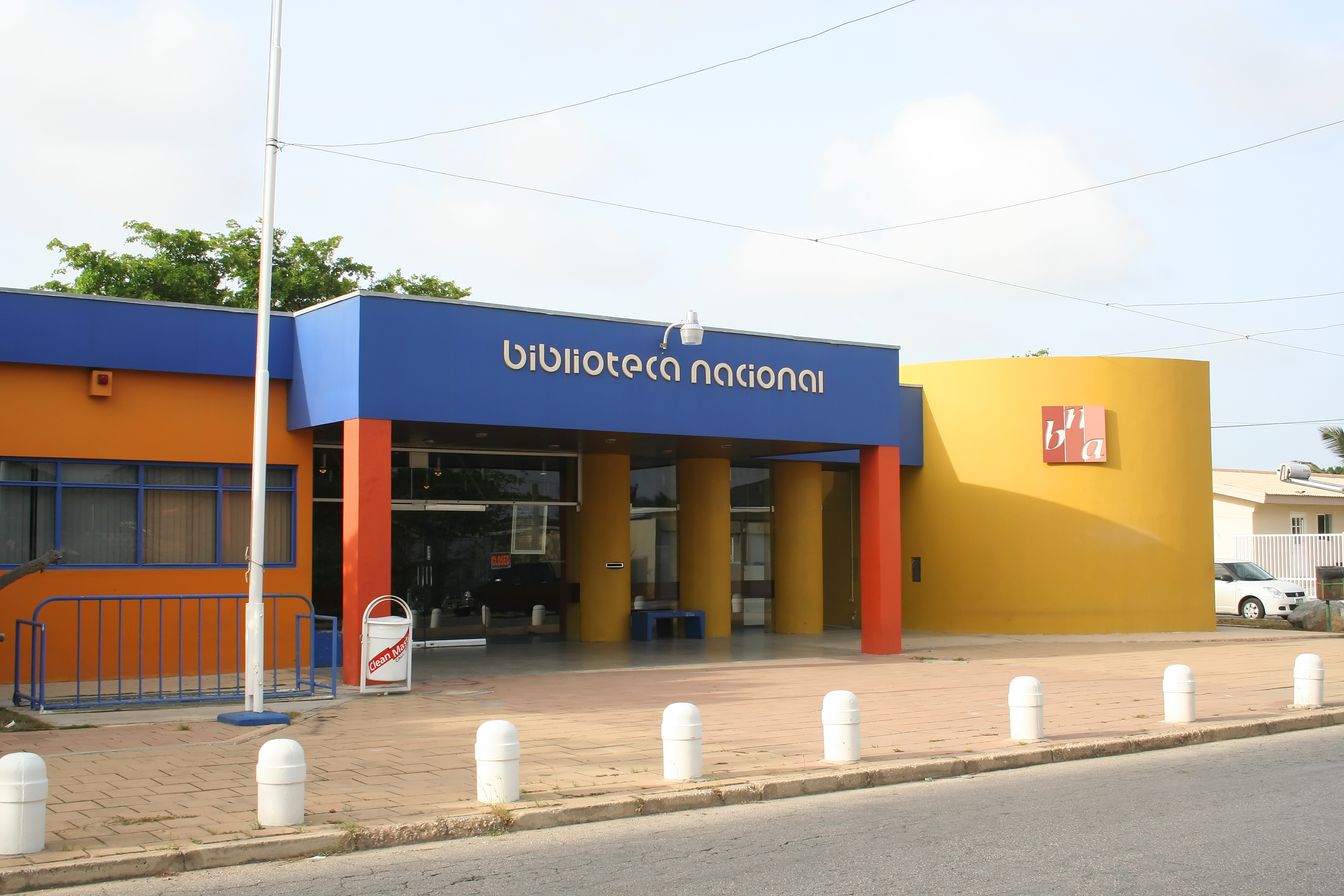
Biblioteca Nacional Aruba

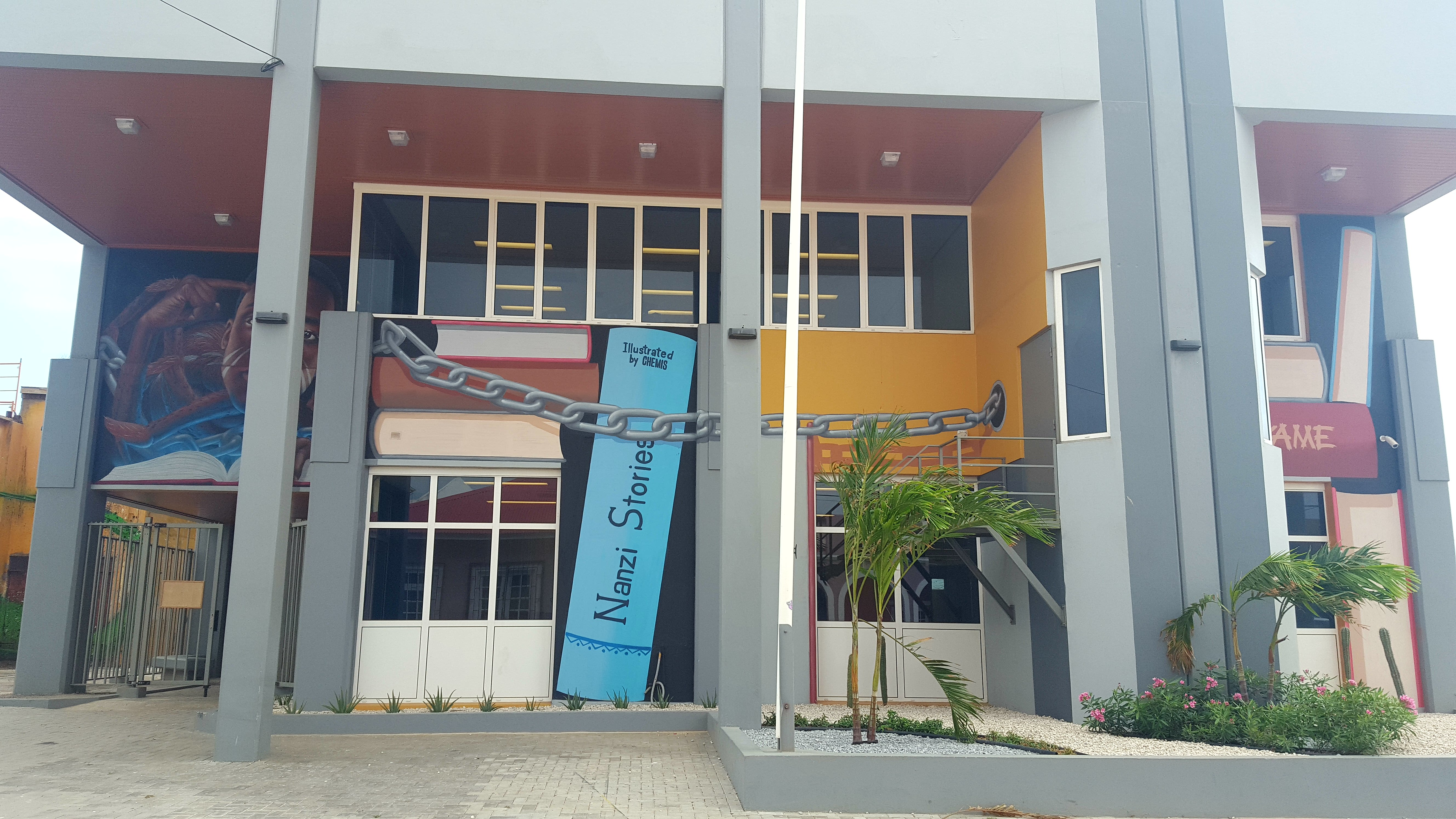
Zweigstelle in San Nicolas

Die Biblioteca Nacional Aruba (BNA) ist die öffentlich zugängliche, zentrale und wissenschaftliche Bibliothek Arubas. Der Hauptsitz befindet sich in der Hauptstadt Oranjestad. Eine Zweigstelle befindet sich in der zweitgrößten Stadt San Nicolas.

## Geschichte
Die Literatursammlung geht auf verschiedene frühere Sammlungen aus dem Jahr 1908 zurück, deren Bestände von der BNA übernommen wurden. Das Wort Bibliothek bedeutet normalerweise eine Sammlung von Büchern, aber in Aruba ist die Bibliothek auch schon immer ein kulturelles Zentrum gewesen, vor allem nach dem Status aparte. 1986 erhielt die Bibliothek den Namen Biblioteca Nacional.

## Dienstleistungen
Die BNA verwahrt nicht nur historische Handschriften und veröffentlichte Bücher, Zeitungen, Zeitschriften, Berichte und Reports, sondern verfügt auch über audiovisuelles Material das für jeden – unabhängig von Religion, politischer Überzeugung oder sozialer Position des Benutzers – verfügbar ist. Der Literaturbestand von mehr als 100.000 Medien beinhaltet Ausgaben in verschiedenen Sprachen, wie Niederländisch, Papiamento, Englisch, Latein und Spanisch. Die Sammlung wird durch Zukauf laufend ergänzt.

### Lesesaal
Alle Bücher und Dokumente, auch die, die nicht ausgeliehen werden dürfen, können im Lesesaal studiert werden. In diesem Raum befinden sich auch Lexika, Wörterbücher und andere Dokumentationen.

### Schulbücherei
An fünf Tagen in der Woche, ist der Schulbibliotheksservice (SMD) speziell für Schüler und Lehrer geöffnet. SMD bietet zwei Sammlungen, die Sammlung zur Unterstützung des Unterrichts in der Kurzausleihe und die AC-Sammlung für eine längere Zeit für Schulen, Lehrer, kleinere Schulbibliotheken und andere Bildungseinrichtungen. Eine Sonderabteilung ist der Kinder- und Jugendbibliothek bis zum Alter von 18 Jahren gewidmet.

### Sonderabteilung

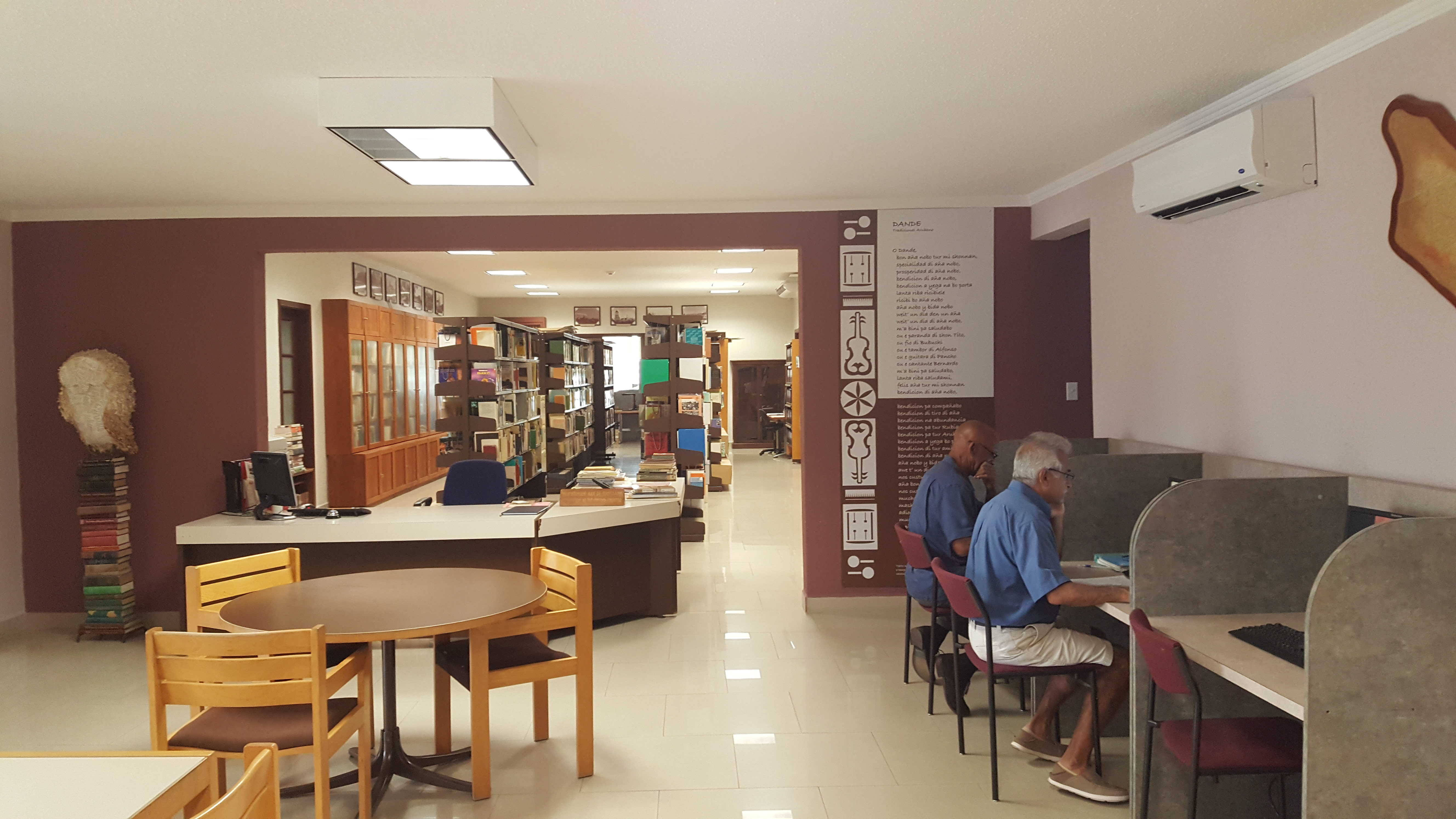
Lesesaal der Bibliotheksabteilung Arubiana/Caribiana

Die Bibliotheksabteilung Arubiana/Caribiana verfügt über eine umfangreiche Sammlung von Atlanten, Lexika, historischen Büchern, Referenz-Bücher, Zeitschriften und Dokumente die nicht ausgeliehen werden können, die jedoch in der Bibliotheksabteilung gegen Gebühr kopiert werden können.

### Ferienleseprogramm
Jedes Jahr wird ein Ferienleseprogramm zu einem bestimmten Thema organisiert. Dieses Programm in den Sommerferien findet statt, um das Lesen der Kinder zu fördern.

### Internet
Das Centro di informacion digital bietet den Benutzern der BNA einen Zugang zum Internet, um dort nach Informationen zu suchen. Die rund 20 installierten Computer stehen den Benutzern kostenlos zur Verfügung und können auch für das Senden von E-Mails, Chat und zum Scannen von Papierdokumenten genutzt werden.

### Digitale Newsletter
Benutzer können sich mit ihrer E-Mail Adresse registrieren, sie werden dann über Neuzugänge der Bibliothek informiert und erhalten auch die neusten Termine von Vorträgen und Ausstellungen die in den Räumen der Biblioteca Nacional stattfinden.